# Stenostomum acutatum
Stenostomum acutatum là một loài thực vật có hoa trong họ Thiến thảo. Loài này được DC. miêu tả khoa học đầu tiên năm 1830.